# Torrijo de la Cañada
Torrijo de la Cañada là một đô thị ở tỉnh Zaragoza, Aragon, Tây Ban Nha. Theo điều tra dân số 2004 của Viện thống kê Tây Ban Nha (INE), đô thị này có dân số là 337 người. Diện tích đô thị này là 74 ki-lô-mét vuông.Đô thị này nằm ở độ cao 725 m trên mực nước biển, cách tỉnh lỵ 120 km.